# Маний Сергий Фиденат
Маний Сергий Фиденат (лат. Manius Sergius Fidenas; V век до н. э.) — римский политический деятель из патрицианского рода Сергиев, военный трибун с консульской властью 404 и 402 годов до н. э.

## Биография
Во время обоих своих трибунатов Маний Сергий был членом коллегии, состоявшей из шести военных трибунов-патрициев. В 404 году до н. э. трибуны разбили вольсков в сражении между Ферентином и Эцетрами и взяли город Артена. В 402 году до н. э. Маний Сергий участвовал в осаде Вейй, и между ним и командовавшим главными силами римлян Луцием Вергинием возникли крайне напряжённые отношения. Поэтому, когда фалиски и капенцы, пришедшие на помощь Вейям, неожиданно напали на отряд Мания Сергия, тот не стал просить Вергиния о помощи, а Вергиний не стал помогать, оправдываясь отсутствием такой просьбы. Большинство легионеров Сергия бежало в Рим, то же сделал и их командир.
В Риме Сергий во всём обвинил Вергиния. Того вызвали в Рим, и дело двух военных трибунов заслушали в сенате, причём оба открыто в лицо поносили друг друга. Сенат принял решение о досрочном сложении полномочий со всех трибунов этого года. Сергий и Вергиний согласились с этим только под угрозой ареста. Затем оба они были привлечены к суду народными трибунами и приговорены к штрафу в десять тысяч тяжёлых ассов с каждого.
Возможно, сыном Мания Сергия был Луций, военный трибун 397 года до н. э.